# Grüne Ameisenzikade
Die Grüne Ameisenzikade (Tettigometra virescens) ist eine Spitzkopfzikade aus der Familie der Ameisenzikaden (Tettigometridae). Das Art-Epitheton virescens kommt aus dem Lateinischen und bedeutet „vergrünend“.

## Merkmale
Die Zikaden haben eine Größe von 3,8–4,5 mm. Sie sind saftgrün gefärbt. Der hintere Rand der Vorderflügel ist gelblich. Die Facettenaugen schimmern rotbräunlich. Beine und Fühler sind rotbraun gefärbt.

## Verbreitung
Die Zikadenart ist in Süd- und in Mitteleuropa verbreitet. Im Süden reicht das Vorkommen bis nach Nordafrika und in den Nahen Osten, im Osten bis nach Asien (östliche Paläarktis). Die Zikaden werden nur selten beobachtet.

## Lebensweise
Die Zikaden findet man gewöhnlich an trockenwarmen Standorten, häufig an Hecken oder auf Ruderalflächen, dort meist in der Krautschicht. Die Art bildet eine Generation pro Jahr. Die Imagines erscheinen Mitte Juli, überwintern und werden im Folgejahr noch bis Mitte Juni gesichtet. Über die Lebensweise der Art ist wenig bekannt. Vermutlich ist die Grüne Ameisenzikade ein Brutschmarotzer von Ameisen und lebt in Symbiose mit diesen, ähnlich wie verwandte Zikadenarten. 